# Ariadna Gil
Ariadna Gil i Giner (Barcelona, 23 de enero de 1969) es una actriz española de cine, teatro y televisión.

## Biografía

Ariadna Gil y Stephen Brennan en El complot de los anillos (1988)

Fue descubierta por el director Bigas Luna, que la hizo debutar en su película Lola, en 1986. Tras participar en cuatro películas realizadas en catalán, en 1991 adquirió notoriedad en el cine español, al protagonizar el largometraje de Emilio Martínez Lázaro Amo tu cama rica, que le valió el Premio Ondas a la mejor actriz española del año y la consagró definitivamente. Después llegó Belle Époque, y con ella ganó el Premio Goya a la mejor actriz, y la película consiguió el Óscar a la mejor película de habla no inglesa.
Posteriormente, ha dosificado sus apariciones, escogiendo muy bien los guiones. Entre 2010 y 2011 coprotagonizó la obra teatral del clásico Un tranvía llamado Deseo.También formó parte del elenco de La gavina, Salvats, Viejos tiempos, Los hijos de Kennedy, Jane Eyre. Una autobiografía, Vania (Escenas de la vida), de Alex Rigola, y Hay alguien en el bosque. 
Ha participado en numerosos éxitos de la taquilla cinematográfica española y francesa: en la película de Fina Torres: "Mecánicas celestes"; con Vicente Aranda: "Libertarias"; la película de Jacques Weber: "Don Juan"; con Gerardo Vera: "Segunda piel"; con Sergei Bodrov: "The Bear's Kiss"; la película de Fabien Onteniente: "Jet Set"; la dirigida por Joaquín Oristrell: "Manifesto"; con Arturo Ripstein: "La virgen de la lujuria"; en el film de Fernando Trueba: "El embrujo de Shangai"; "Soldados de Salamina" con David Trueba; la película ganadora de un Premio Oscar de la Academia de Guillermo del Toro: "El laberinto del fauno"; con Agustín Díaz Yanes: "Alatriste," que protagonizó junto a Viggo Mortensen; la película de Alberto Lecchi: "Una estrella y dos cafés"; de nuevo con David Trueba: "Bienvenido a casa"; con Beda Docampo: "Quiéreme"; y a las órdenes de Agustín Díaz Yanes: "Sólo quiero caminar." 

## Filmografía

### Cine
| Año  | Película                                 | Personaje             | Director                 |
| ---- | ---------------------------------------- | --------------------- | ------------------------ |
| 1986 | Lola                                     | Ana adolescente       | Bigas Luna               |
| 1988 | El juego más divertido                   |                       | Emilio Martínez Lázaro   |
| 1988 | El complot de los anillos                | Muriel Basora         | Álvaro Fernández Armero  |
| 1990 | Capitán Escalaborns                      | Marina                | Carlos Benpar            |
| 1990 | Un submarino bajo el mantel              | Icária                | Ignasi P. Ferré          |
| 1991 | Barcelona Lamento                        | Miranda               | Luis Aller               |
| 1992 | Belle Époque                             | Violeta               | Fernando Trueba          |
| 1992 | Mal de amores                            | Ángela                | Carles Balagué           |
| 1992 | Amo tu cama rica                         | Sara                  | Emilio Martínez Lázaro   |
| 1994 | Los peores años de nuestra vida          | María                 | Emilio Martínez Lázaro   |
| 1994 | Mecánicas celestes                       | Ana                   | Fina Torres              |
| 1994 | Todo es mentira                          | La Sucia              | Álvaro Fernández Armero  |
| 1995 | Antártida                                | María                 | Manuel Huerga            |
| 1995 | Atolladero                               | India                 | Óscar Aibar              |
| 1996 | Libertarias                              | María                 | Vicente Aranda           |
| 1996 | Taxi                                     |                       | Carlos Saura             |
| 1996 | Malena es un nombre de tango             | Malena                | Gerardo Herrero          |
| 1996 | Tranvía a la Malvarrosa                  | La China              | José Luis García Sánchez |
| 1996 | Pasiones rotas                           | Beatriz               | Nick Hamm                |
| 1998 | Don Juan                                 | Charlotte             | Jacques Weber            |
| 1999 | Lágrimas negras                          | Isabel                | Ricardo Franco           |
| 2000 | Obra maestra                             | Amanda Castro         | David Trueba             |
| 2000 | Segunda piel                             | Elena                 | Gerardo Vera             |
| 2001 | Jet set                                  | Andéa Dionakis        | Fabien Onteniente        |
| 2001 | El lado oscuro del corazón 2             | Alejandra             | Eliseo Subiela           |
| 2001 | Desafinado                               | Carmen                | Manuel Gómez Pereira     |
| 2001 | Torrente 2: Misión en Marbella           | Chica de la grúa      | Santiago Segura          |
| 2001 | Nueces para el amor                      | Alicia                | Alberto Lecchi           |
| 2002 | El beso del oso                          | Carmen                | Sergéi Bodrov            |
| 2002 | El embrujo de Shanghai                   | Anita / Chen          | Fernando Trueba          |
| 2002 | La virgen de la lujuria                  | Lola                  | Arturo Ripstein          |
| 2003 | Soldados de Salamina                     | Lola                  | David Trueba             |
| 2005 | Ausentes                                 | Julia                 | Daniel Calparsoro        |
| 2005 | Hormigas en la boca                      | Julia                 | Mariano Barroso          |
| 2006 | Alatriste                                | María de Castro       | Agustín Díaz Yanes       |
| 2007 | El laberinto del fauno                   | Carmen                | Guillermo del Toro       |
| 2007 | Una estrella y dos cafés                 | Ana                   | Alberto Lecchi           |
| 2007 | Quiéreme                                 | Consuelo              | Beda Docampo Feijóo      |
| 2007 | Bienvenido a casa                        | Sandra                | David Trueba             |
| 2008 | Appaloosa                                | Katie                 | Ed Harris                |
| 2008 | Sólo quiero caminar                      | Aurora                | Agustín Díaz Yanes       |
| 2009 | El baile de la Victoria                  | Teresa Capriatti      | Fernando Trueba          |
| 2011 | Værelse 304                              | Teresa                | Birgitte Stærmose        |
| 2013 | Vivir es fácil con los ojos cerrados     | Madre                 | David Trueba             |
| 2013 | Sola contigo                             | María                 | Alberto Lecchi           |
| 2013 | The Boy Who Smells Like Fish             | Sophie                | Analeine Cal y Mayor     |
| 2014 | Otra frontera                            | Hannah                | André Cruz Shiraiwa      |
| 2014 | Murieron por encima de sus posibilidades | Directora del colegio | Isaki Lacuesta           |
| 2017 | Zona hostil                              | Capitán Varela        | Adolfo Martínez          |
| 2021 | Solo una vez                             | Laura                 | Guillermo Ríos Bordón    |
| 2022 | La casa entre los cactus                 | Rosa                  | Carlota González-Adrio   |
| 2023 | Calladita                                | Andrea                | Miguel Faus              |

### Cortometrajes
| Año  | Título               | Personaje | Dirección               |
| ---- | -------------------- | --------- | ----------------------- |
| 1992 | El columpio          | La Chica  | Álvaro Fernández Armero |
| 1993 | El hombre de cristal |           | Agustí Vila             |
| 2022 | Flechas              | Marga     | Imanol Ruiz de Lara     |
| 2022 | Estimem-nos          | Ariadna   | Joan Galo               |

### Teatro
- La gavina (1997)[6]
- Salvats (1998)[7]
- Un tranvía llamado deseo (2010)
- Viejos tiempos (2012)
- Los hijos de Kennedy (2013).
- Jane Eyre. Una autobiografía (2018)

### Televisión
| Año  | Programa                                   | Personaje                      | Director                  |
| ---- | ------------------------------------------ | ------------------------------ | ------------------------- |
| 2024 | Tierra de mujeres                          | Montse                         |                           |
| 2020 | Escenario 0                                | Ariadna                        | Carla Simón y Àlex Rigola |
| 2014 | Cuéntame cómo pasó                         | Paz                            | Miguel Ángel Bernardeau   |
| 2011 | Marco, la historia de un niño Miniserie TV | Ana Rodríguez (madre de Marco) | Félix Viscarret           |
| 2008 | Elles et moi Miniserie TV                  | Pilar                          | Bernard Stora             |
| 2003 | Les parents terribles Telefilme            | Madeleine                      | Josée Dayan               |
| 1995 | Estació d'enllaç Serie TV ( 1 capítulo)    | José                           | Sílvia Quer               |
| 1994 | Arnau Miniserie TV                         | Elna                           | Lluís María Güell         |
| 1993 | Crónicas del mal Serie (1 capítulo)        | Arantxa                        | Pedro Costa               |
| 1992 | Revolver Telefilme                         | Nuria Casteres                 | Gary Nelson               |

### Programas
- El encargo del cazador (Documental) (1990)
- Betes i films (programa de vídeos caseros) Presentadora (1991/1992)
- Gala VI Premios Goya, Presentadora (1992)
- Gala VIII Premios Goya, Presenta el premio a mejor director (1994)
- Especial Oscar 1993 (Documental) (1994)
- Oscar 94 (Dcocumental) (1995)
- Gala IX Premios Goya, Presenta premio a mejor actor (1995)
- Gala XIII Premios Goya, Presenta el premio a mejor director (1999)
- Gala XVI Premios Goya, Presenta el premio a mejor guion original (2002)
- Gala XX Premios Goya, Presenta el premio a mejor actor revelación (2006)
- Ha colaborado en diversas ocasiones con otros espacios como: Versión Española, Días de cine, Lo + Plus, Cinema 3, Continuará... o Pasapalabra.

### Directora
- Bar (cortometraje) (1987)

### Guionista
- Bar (cortometraje) (1987)

### Productora
- La Silla de Fernando (2006) Documental

## Premios y candidaturas

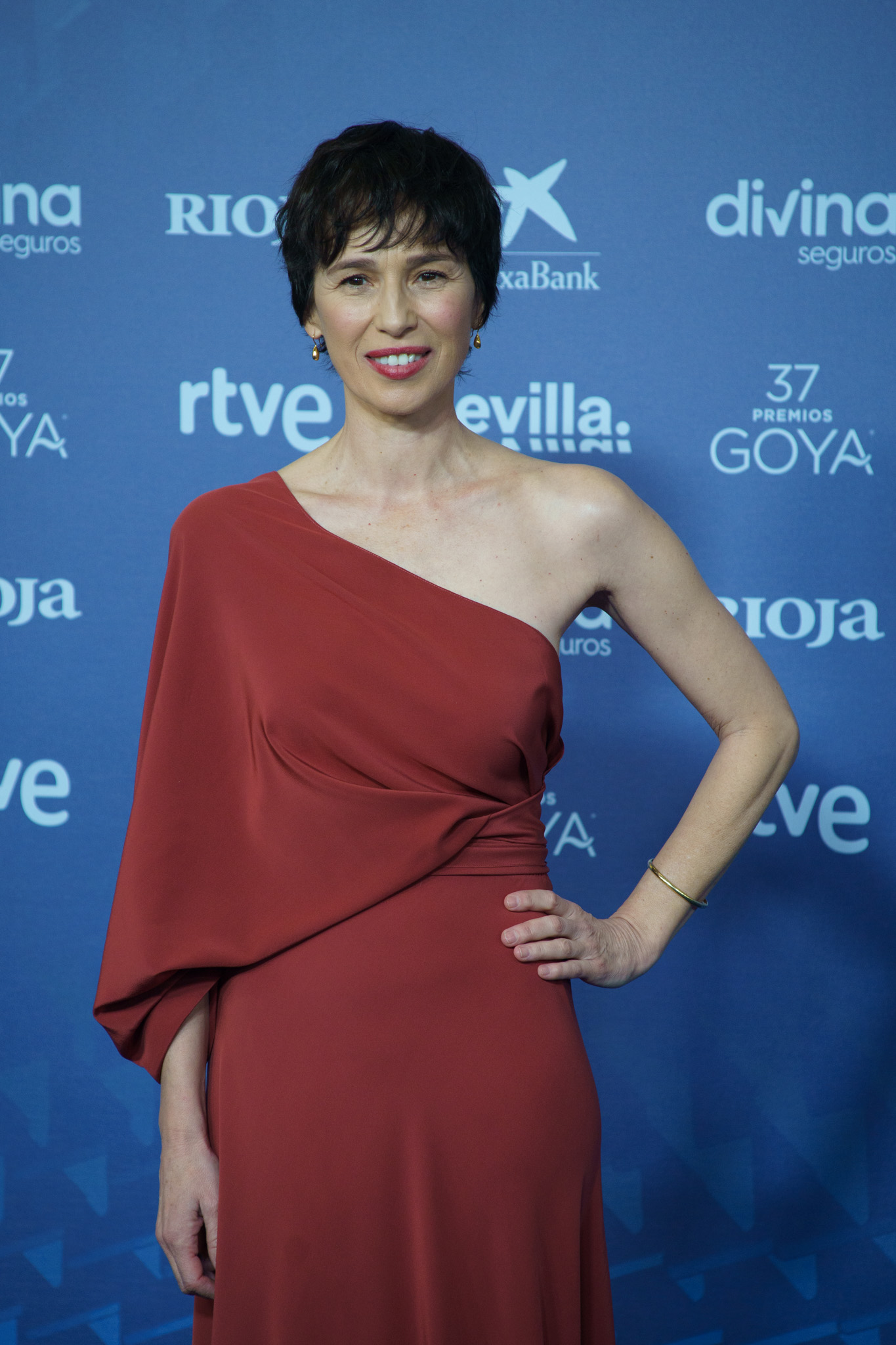
Ariadna en los Premios Goya de 2023

Premios Goya
| Año  | Categoría                                  | Película             | Resultado |
| ---- | ------------------------------------------ | -------------------- | --------- |
| 1992 | Mejor interpretación femenina protagonista | Belle Époque         | Ganadora  |
| 1995 | Mejor interpretación femenina protagonista | Antártida            | Nominada  |
| 1999 | Mejor interpretación femenina protagonista | Lágrimas negras      | Nominada  |
| 2003 | Mejor interpretación femenina protagonista | Soldados de Salamina | Nominada  |
| 2006 | Mejor interpretación femenina de reparto   | Alatriste            | Nominada  |
| 2008 | Mejor interpretación femenina protagonista | Sólo quiero caminar  | Nominada  |

Premios Cóndor de Plata
| Año  | Categoría                 | Película                     | Resultado |
| ---- | ------------------------- | ---------------------------- | --------- |
| 2001 | Mejor actriz protagonista | Nueces para el amor          | Ganadora  |
| 2002 | Mejor actriz protagonista | El lado oscuro del corazón 2 | Nominada  |

Fotogramas de Plata
| Año  | Categoría                  | Película/Serie                                   | Resultado |
| ---- | -------------------------- | ------------------------------------------------ | --------- |
| 1992 | Mejor actriz de cine       | Amo tu cama rica Belle Époque                    | Ganadora  |
| 1992 | Mejor actriz de televisión | Betes i films Crónicas del mal: El ojo que te ve | Nominada  |

Medallas del Círculo de Escritores Cinematográficos
| Año  | Categoría    | Película            | Resultado |
| ---- | ------------ | ------------------- | --------- |
| 2008 | Mejor actriz | Sólo quiero caminar | Ganadora  |

Premios Ariel
| Año  | Categoría                 | Película            | Resultado |
| ---- | ------------------------- | ------------------- | --------- |
| 2008 | Mejor actriz protagonista | Sólo quiero caminar | Nominada  |

Otros
- 1992: Premio Ondas a la mejor actriz, por Amo tu cama rica
- 1992: Premio del Festival de Peñíscola a la mejor actriz, por Amo tu cama rica